# Conference League South 2014-2015
La Conference League South 2014-2015 è stata l'11ª edizione della seconda serie della National League. Rappresenta, insiema alla Conference League North, il sesto livello del calcio inglese ed il secondo del sistema "non-league". 

## Squadre partecipanti
| Squadra                | Città               | Stagione precedente                                             |
| ---------------------- | ------------------- | --------------------------------------------------------------- |
| Basingstoke Town       | Basingstoke         | 14º posto in Conference League South                            |
| Bath City              | Bath                | 7º posto in Conference League South                             |
| Bishop's Stortford     | Bishop's Stortford  | 15º posto in Conference League South                            |
| Boreham Wood           | Borehamwood         | 13º posto in Conference League South                            |
| Bromley                | Londra (Bromley)    | 3º posto in Conference League South                             |
| Chelmsford City        | Chelmsford          | 17º posto in Conference League South                            |
| Concord Rangers        | Canvey Island       | 3º posto in Conference League South                             |
| Eastbourne Borough     | Eastbourne          | 10º posto in Conference League South                            |
| Ebbsfleet United       | Northfleet          | 4º posto in Conference League South                             |
| Farnborough            | Farnborough         | 16º posto in Conference League South                            |
| Gosport Borough        | Gosport             | 12º posto in Conference League South                            |
| Havant & Waterlooville | Havant              | 6º posto in Conference League South                             |
| Hayes & Yeading United | Londra (Hayes)      | 20º posto in Conference League South                            |
| Hemel Hempstead Town   | Hemel Hempstead     | 1º posto in Southern Football League Premier Division, promosso |
| Maidenhead United      | Maidenhead          | 18º posto in Conference League South                            |
| St Albans City         | St Albans           | 4º posto in Southern Football League Premier Division, promosso |
| Staines Town           | Staines-upon-Thames | 8º posto in Conference League South                             |
| Sutton United          | Londra (Sutton)     | 2º posto in Conference League South                             |
| Wealdstone             | Londra (Ruislip)    | 1º posto in Isthmian League Premier Division, promosso          |
| Weston-super-Mare      | Weston-super-Mare   | 11º posto in Conference League South                            |
| Whitehawk              | Brighton            | 19º posto in Conference League South                            |

## Classifica finale
|  | Pos. | Squadra                | Pt | G  | V  | N  | P  | GF | GS  | DR  |
|  | ---- | ---------------------- | -- | -- | -- | -- | -- | -- | --- | --- |
|  | 1    | Bromley                | 77 | 40 | 23 | 8  | 9  | 79 | 46  | +33 |
|  | 2    | Boreham Wood           | 75 | 40 | 23 | 6  | 11 | 79 | 44  | +35 |
|  | 3    | Basingstoke Town       | 73 | 40 | 22 | 7  | 11 | 67 | 43  | +24 |
|  | 4    | Whitehawk              | 72 | 40 | 22 | 6  | 12 | 62 | 47  | +15 |
|  | 5    | Havant & Waterlooville | 70 | 40 | 21 | 7  | 12 | 61 | 41  | +20 |
|  | 6    | Gosport Borough        | 67 | 40 | 19 | 10 | 11 | 63 | 40  | +23 |
|  | 7    | Concord Rangers        | 65 | 40 | 18 | 11 | 11 | 60 | 44  | +16 |
|  | 8    | Ebbsfleet Utd          | 60 | 40 | 17 | 9  | 14 | 60 | 41  | +19 |
|  | 9    | Hemel H. Town          | 60 | 40 | 16 | 12 | 12 | 64 | 60  | +4  |
|  | 10   | Chelmsford City        | 56 | 40 | 17 | 5  | 18 | 65 | 71  | -6  |
|  | 11   | Eastbourne Borough     | 55 | 40 | 14 | 13 | 13 | 51 | 50  | +1  |
|  | 12   | Wealdstone             | 54 | 40 | 14 | 12 | 14 | 56 | 56  | 0   |
|  | 13   | St Albans City         | 54 | 40 | 16 | 6  | 18 | 53 | 53  | 0   |
|  | 14   | Bath City              | 53 | 40 | 15 | 8  | 17 | 59 | 57  | +2  |
|  | 15   | Sutton Utd             | 50 | 40 | 13 | 11 | 16 | 50 | 54  | -4  |
|  | 16   | Bishop's Stortford     | 46 | 40 | 12 | 10 | 18 | 55 | 69  | -14 |
|  | 17   | Weston-super-Mare      | 44 | 40 | 13 | 5  | 22 | 55 | 86  | -31 |
|  | 18   | Maidenhead Utd         | 43 | 40 | 10 | 13 | 17 | 54 | 70  | -16 |
|  | 19   | Hayes & Yeading Utd    | 42 | 40 | 11 | 9  | 20 | 39 | 58  | -19 |
|  | 20   | Farnborough            | 30 | 40 | 8  | 6  | 26 | 42 | 101 | -59 |
|  | 21   | Staines Town           | 25 | 40 | 7  | 4  | 29 | 39 | 82  | -43 |

Legenda:
      Promosso in National League 2015-2016.
  Ammesso ai play-off.
      Retrocesso in Isthmian League Premier Division 2015-2016.
      Retrocesso in Southern Football League Premier Division 2015-2016.
Regolamento:
Tre punti a vittoria, uno a pareggio, zero a sconfitta.
In caso di arrivo di due o più squadre a pari punti, la graduatoria viene stilata secondo i seguenti criteri:
- differenza reti
- maggior numero di gol segnati

Note:

Due retrocessioni, anziché tre, in quanto l'organico del campionato è di 21 partecipanti, per l'esclusione del Salisbury City.

## Spareggi

### Play-off

#### Tabellone
|  | Semifinali | Semifinali             | Semifinali | Semifinali | Semifinali |  |  | Finale | Finale             | Finale |  |
|  |            |                        |            |            |            |  |  |        |                    |        |  |
|  | 5          | Havant & Waterlooville | 0          | 2          | 2          |  |  |        |                    |        |  |
|  | 2          | Boreham Wood           | 2          | 2          | 4          |  |  | 2      | Boreham Wood (dts) | 2      |  |
|  | 4          | Whitehawk              | 1          | 1          | 2          |  |  | 4      | Whitehawk          | 1      |  |
|  | 3          | Basingstoke Town       | 1          | 0          | 1          |  |  |        |                    |        |  |